# Plasmopara

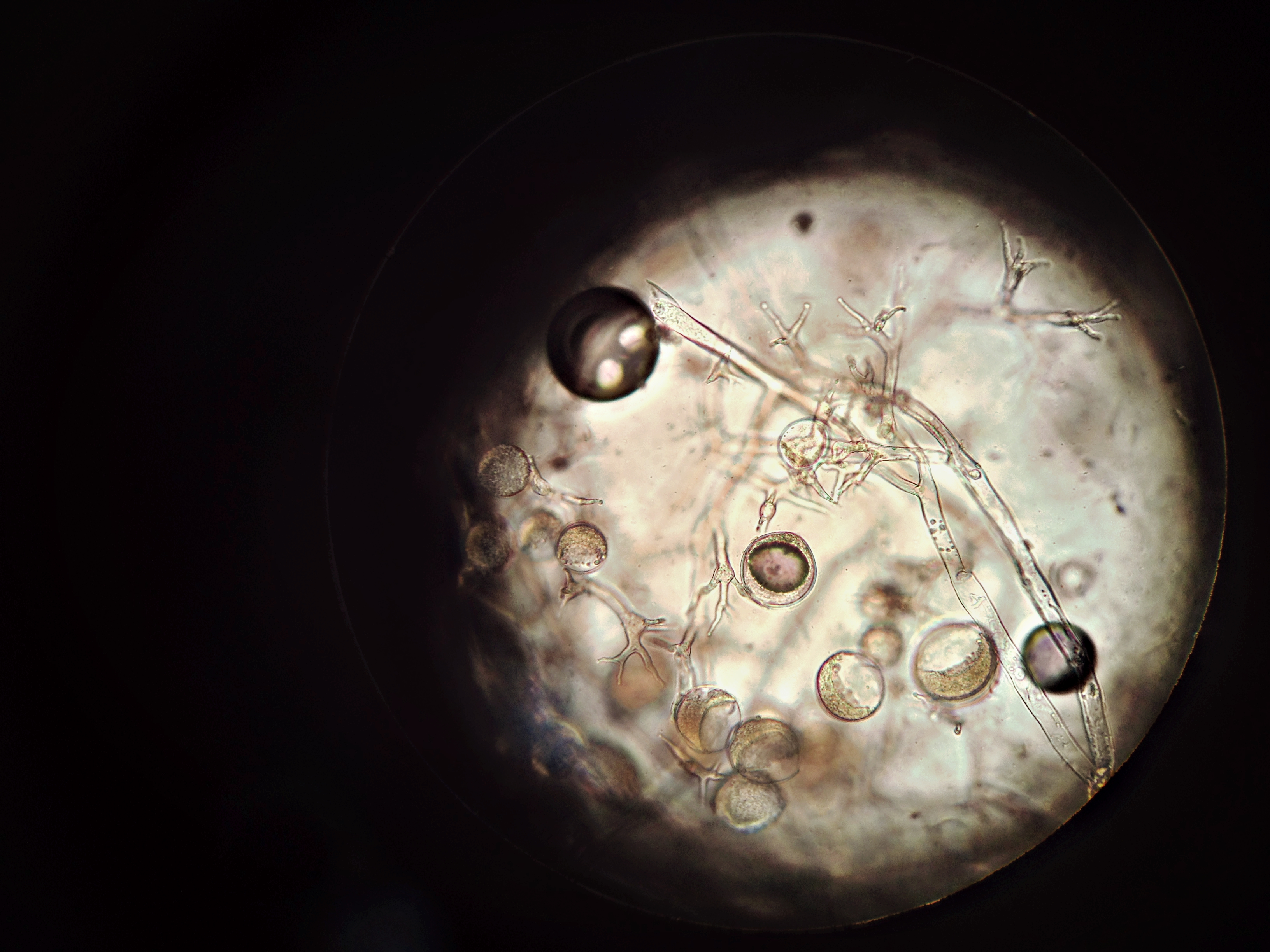
Plasmopara halstedii

Plasmopara J. Schröt. (drzewik) – rodzaj organizmów grzybopodobnych zaliczanych do lęgniowców. Pasożyty wywołujące choroby roślin zwane mączniakami rzekomymi.

## Systematyka i nazewnictwo
Pozycja w klasyfikacji według Index Fungorum: Plasmopara, Peronosporaceae, Peronosporales, Peronosporidae, Peronosporea, Incertae sedis, Oomycota, Chromista.
Synonimy: Pseudoplasmopara Sawada, Rhysotheca G.W. Wilson:

## Charakterystyka
Pasożyty obligatoryjne, endobionty, rozwijające się wewnątrz tkanek roślin. Pomiędzy komórkami roślin tworzą strzępki z niewielkimi ssawkami o kształcie pęcherzykowatym, eliptycznym lub kulistym. Ze strzępek tych wyrastają mniej lub bardziej rozgałęzione sporangiofory. Na ich szczycie znajdują się bezbarwne, mniej więcej okrągłe, owalne lub elipsoidalne zarodnie pływkowe z dobrze wykształconymi brodawkami. Przez brodawki te wydostają się zoospory. Lęgnie zbudowane z wielu bezbarwnych warstw. Powstają w nich żółtawe lub brunatne oospory
Na górnej powierzchni porażonych liści powstają ostro odgraniczone żółte plamy, na dolnej natomiast biały, bardzo cienki nalot strzępek z zoosporami i oosporami.
W Polsce największe znaczenie maja 2 gatunki: Plasmopara halstedii powodujący mączniaka rzekomego słonecznika i Plasmopara viticola powodujący mączniaka rzekomego winorośli.

## Gatunki występujące w Polsce
- Plasmopara angustiterminalis Novot. 1962
- Plasmopara centaureae-mollis T. Majewski 1968
- Plasmopara densa (Rabenh.) J. Schröt. 1886
- Plasmopara epilobii J. Schröt. 1887
- Plasmopara geranii (Peck) Berl. & De Toni 1888
- Plasmopara halstedii (Farl.) Berl. & De Toni 1888,
- Plasmopara laserpitii Wartenw. ex Săvul. & Rayss 1934
- Plasmopara leptosperma (de Bary) Skalický 1966
- Plasmopara nivea (Unger) J. Schröt. 1886
- Plasmopara obducens (J. Schröt.) J. Schröt. 1886
- Plasmopara pusilla (de Bary) J. Schröt. 1886
- Plasmopara ribicola J. Schröt. 1888
- Plasmopara selini Wrońska 1986
- Plasmopara tanaceti (Gäum.) Skalický 1966
- Plasmopara viticola (Berk. & M.A. Curtis) Berl. & De Toni 1888

Nazwy naukowe na podstawie Index Fungorum. Wykaz gatunków występujących w Polsce według Mułenki i in.